# Sture Nilsson (född 1936)
Sture Nilsson, född i Sundsvall 1936, är en svensk målare.
Nilsson studerade vid Slöjdföreningens skola i Göteborg samt vid Werkakademin i Kassel. Hans konst består av porträtt samt figurmotiv med en ironisk och kritisk anknytning. Nilsson är representerad vid Moderna museet.